# Mineiros do Tietê (ort)
Mineiros do Tietê är en ort i Brasilien.   Den ligger i kommunen Mineiros do Tietê och delstaten São Paulo, i den sydöstra delen av landet, 700 km söder om huvudstaden Brasília. Mineiros do Tietê ligger 675 meter över havet och antalet invånare är 12 042.
Terrängen runt Mineiros do Tietê är platt norrut, men söderut är den kuperad. Terrängen runt Mineiros do Tietê sluttar västerut. Runt Mineiros do Tietê är det ganska tätbefolkat, med 58 invånare per kvadratkilometer.. Närmaste större samhälle är Jaú, 16,7 km nordväst om Mineiros do Tietê.
Trakten runt Mineiros do Tietê består till största delen av jordbruksmark.